# Rune David Grue
Rune David Grue er en dansk sceneinstruktør, født i Aalborg i 1977. Han er uddannet fra Den Danske Scenekunstskole i 2005.

## Karriere

### Scenekunstnerisk virke
Rune David Grue har arbejdet på blandt andet Det Kongelige Teater, Aarhus Teater, Aalborg Teater, Odense Teater, Mungo Park og lavet radio for DR's RadioDrama.
I perioden 2011-2016 var Rune David Grue sammen med Elisa Kragerup fast instruktør i ensemblet Det Røde Rum på Det Kongelige Teater.

#### Professionelle forestillinger (pr. august 2025)
2025:
- Peter af Farum, af Andreas Garfield, Folketeatret

2022:
- Charlie og Chokoladefabrikken, af David Grieg på grundlag af Roald Dahls bog med samme navn, Østerbros Teater

2021:
- Charlie og Chokoladefabrikken, manuskript af David Grieg på grundlag af Roald Dahls bog med samme navn, Aarhus Teater

2020:
- Romeo og Julie, af William Shakespeare, Vendsyssel Teater
- Rædsel, af Anna Bro i AHA produktion, opført i samarbejde med Teater Grob

2019:
- Se dagens lys, Julie Petrine Glargaards dramatisering af Svend Aage Madsens roman, Aarhus Teater
- Anslag mod hendes liv, af Martin Crimp, Den Danske Scenekunstskole/Odense Teater
- Kunsten at være lykkelig, af Rune David Grue på grundlag af Shopenhauers bog af samme navn, Betty Nansen Teatret

2018:
- West Side Story, af Bernstein, Sondheim og Laurentz, Aarhus Teater/Aalborg Teater

2017:
- Mand uden hensigt, af Arne Lygre, Den Danske Scenekunstskole
- Medea, af Euripides, Århus Teater.
- Tati, Eventministeriet, Det Kongelige Teater

2016:
- Nordisk Fjer, af Rune David Grue, Det Røde Rum, Det Kongelige Teater
- Kunsten altid at få ret, af Rune David Grue på grundlag af Shopenhauers bog af samme navn, Det Røde Rum, Det Kongelige Teater
- Personer, steder og ting, af Duncan McMillan, Det Kongelige Teater

2015
- Det mørke net, af Anna Bro, Det Røde Rum, Det Kongelige Teater
- Livedubbing, af Rune David Grue, Eventministeriet, Det Kongelige Teater

2014:
- Hærværk, Tom Kristensens roman bearbejdet af Rune David Grue, Det Kongelige Teater
- Sandmanden, af Astrid Øye baseret på en roman af E. T. A. Hoffmann, Det Røde Rum, Det Kongelige Teater
- Hedda Gabler, af H. Ibsen, Det Røde Rum
- Krapps sidste bånd, af S. Beckett, Det Kongelige Teater

2013:
- Helt enkelt kompliceret, af T. Bernhard, Det Kongelige Teater
- White Girl, af Christina Hagen, Det Røde Rum, Det Kongelige Teater

2012:
- Revolvertrilogien, af Lola Arias, Det Røde Rum, Det Kongelige Teater
- Macbeth, af Shakespeare, Det Røde Rum, Det Kongelige Teater

2011:
- Den Grimme Mand, af M. von Meyenburg, Folketeatret
- Cabaret Royal, af flere forfattere, Det Røde Rum, Det Kongelige Teater
- Kældermennesket, af Rune David Grue baseret på en roman af Dostoejevski, Det Røde Rum, Det Kongelige Teater

2010:
- Ulysses von Ithacia, af L. Holberg, Det Kongelige Teater
- Forbrydelse og Straf, af Rune David Grue baseret på en roman af F. Dostojoevski, Det Kongelige Teater

2009:
- Forbrændt, af Wajdi Mouawad, Det Kongelige Teater
- Pornografi, af S. Stevens, Aalborg Teater

2008:
- Musical, af L. Mørkeby, Det Kongelige Teater
- Vangså, af A. Garfield, Den Danske Scenekunstskole/Odense Teater

2007:
- Som brødre, af Dejan Ducovski, Plan B
- Jesus Christ Superstar, af A. Lloyd Webber/T. Rice, Folketeatret
- Idioten, af Rune David Grue baseret på en roman af F. Dostojoevski, Aarhus Teater

2006:
- TV2 Teaterkoncert, af Rune David Grue baseret på musik af TV2, Aarhus Teater
- Paradis, af Line Mørkeby, Aalborg Teater

2005 (Debut):
- W - de unge år, af Christian Tafdrup and Rune David Grue, Mungo Park

### Øvrigt arbejde
Lektor ved Den Danske Scenekunstskole
Rune David Grue har siden august 2021 været lektor ved Den Danske Scenekunstskole, og linjeansvarlig for bacheloruddanelsen i sceneinstruktion. 

#### Anden undervisning og konsulentarbejde
Rune David Grue underviser i Stanislavskijs 'Metode Den Handlende Analyse', personinstruktion m.m. Rune David Grue har blandt andet undervist på Dramatikeruddannelsen ved Aarhus Teater, på Den Danske Scenekunstskole, Den Danske Filmskole samt på Den norske filmskolen.
Rune David Grue udfører konsulent- og rådgivningsopgaver i forbindelse med såvel instruktions- som manuskriptopgaver indenfor film og teater.
Rune David Grue har siddet med i forskellige dramaturgiater, herunder Det Kongelige Teater og Østerbros Teater, siden 2008.

#### Bestyrelsesarbejde
Bestyrelsesmedlem i Husets Teater (2024-nu)
Bestyrelsesmedlem på Frederiksberg Gymnasium (2014-2021)
Bestyrelsesmedlem i Østerbros Teater (2016-2020)

#### Andet
Instruktion af readings, afholdelse af workshops o.l.
Forelæsninger om teater eller emner relateret til en aktuel forestilling.
Indtaler af lydbøger og udfører diverse speak-arbejde indenfor reklame.

### Priser
2019:
Præmieret af Statens Kunstfond for manuskript til og instruktion af forestillingen Kunsten at være lykkelig, Betty Nansen Teatret
2011:
Nomineret til Årets Reumert for Årets forestilling med Forbrydelse og Straf, Det Kongelige Teater
2010:
Vinder af Årets Reumert for Bedste instruktør for forestillingerne Pornografi, Aalborg Teater, Forbrændt og Ulysses von Ithacia, Det Kgl. Teater
Nomineret til Årets Reumert for Årets forestilling med Pornografi, Aalborg Teater
2007:
Modtager Talentprisen til Årets Reumert.